# Żyła biodrowa zewnętrzna

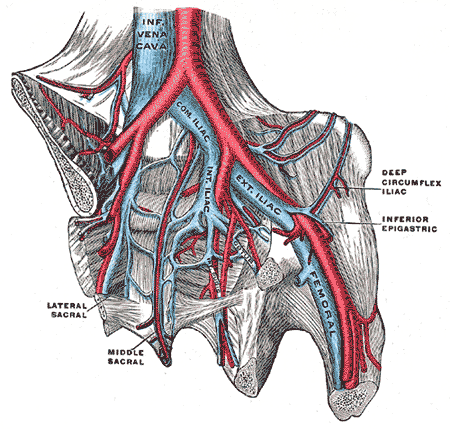
Żyła biodrowa zewnętrzna podpisana ext. iliac

Żyła biodrowa zewnętrzna (łac. vena iliaca externa) – w anatomii człowieka pień żylny, który rozpoczyna się na przedłużeniu żyły udowej i łącząc się z żyłą biodrową wewnętrzną wytwarza żyłę biodrową wspólną.

## Przebieg
Żyła biodrowa zewnętrzna rozpoczyna się na przedłużeniu żyły udowej ku tyłowi od więzadła pachwinowego i kieruje się skośnie ku górze do tyłu oraz przyśrodkowo wzdłuż kresy granicznej między miednicą większą a miednicą mniejszą, biegnie wzdłuż brzegu przyśrodkowego mięśnia lędźwiowego większego, a towarzysząca tętnica biodrowa zewnętrzna układa się bocznie oraz przyśrodkowo od niej. Po dojściu do stawu krzyżowo-biodrowego łączy się z żyłą biodrową wewnętrzną wytwarzając żyłę biodrową wspólną.

## Dopływy
1. żyła głęboka okalająca biodro (vena circumflexa iliaca profunda)
2. żyła nabrzuszna dolna (vena epigastrica inferior)

## Odmiany
- żyła biodrowa zewnętrzna może posiadać zastawkę, przeważnie w stanie uwstecznionym

## Zespolenia
- splot wiciowaty a przez niego z żyłą jądrową lub jajnikową (gałęzie żyły żyły głównej dolnej).
- poprzez żyłę nabrzuszną dolną z
  - żyłą nabrzuszną górną
  - żyłami przypępkowymi
  - skórnymi żyłami brzucha
  - żyłą zasłonową
- poprzez żyłę głęboką okalająca biodro z żyłą biodrową-lędźwiową

## Zastawki
Żyła biodrowa zewnętrzna nie posiada zastawek.